# Церковь Святого Архистратига Михаила в Новочеркасском казачьем юнкерском училище
Церковь Святого Архистратига Михаила в Новочеркасском казачьем юнкерском училище —  церковь при Новочеркасском казачьем училище города Новочеркасска Ростовской области. Училище существовало с 1869 по 1925 год.

## История
Новочеркасское казачье юнкерское училище Русской Императорской, Донской и Русской армии было создано в 1869 году для подготовки офицеров в донские казачьи части. Училище не имело своей домовой церкви. Этот вопрос неоднократно поднимался руководством учебного заведения. Практическое его разрешение началось после того, как отставной урядник Усть-Медведицкой станицы Стефан Никифорович Дронов пожертвовал Новочеркасскому училищу около 3500 рублей. После этого начальник училища обратился с запросом на разрешение строительства училищной церкви.
Закладка помещения храма состоялась 9 мая 1898 года. Здание церкви строилось в виде одноэтажного кирпичного, пристроенного к зданию казачьего юнкерского училища на Платовском проспекте. Помещение церкви имело внутри хоры и наружную колокольню. Размеры церковного здания составляли около 40 м длиной, 8,5 метров шириной и 6,4 метров высотой. Здание казачьего училища и пристроенное к нему помещение церкви к настоящему времени сохранилось на углу Платовского проспекта и площади Ермака.
24 сентября 1898 года церковь во имя Святого Архистратига Михаила освятил Преосвященный Иоанн, Епископ Аксайский, викарий Донской епархии.
Училищным праздником был: 8 (21) ноября — день Святого Архистратига Михаила.
В храме был резной липовый иконостас. Его иконы были написаны на полотне. Часть икон писали сами офицеры училища. Так, образ Спасителя был написан в 1903 году подполковником, князем Д. А. Крапоткиным, а Образ Усекновения Честныя Главы Иоанна Крестителя был написан в том же году сотником Н. А. Красновым. Евангелие было подарено Епископом Аксайским Иоанном.
На видное место в училищной церкви были вывешены две чёрные мраморные памятные доски.
На одной доске были написаны фамилии погибшего в Русско-турецкую войну 1877—1878 годов выпускника училища хорунжего Гурбанова, и умершего 1 января 1905 года от ран, полученных в Русско-японскую войну (1904—1905) подъесаула Константина Михайловича Калинина.
На второй доске были написаны фамилии выпускников училища, погибших во время событий 1905—1907 годов. Это подъесаул Дмитрий Степанович Белоглазов (17 января 1907 г. в Санкт-Петербурге), подъесаул Петр Федорович Аврамов (3 апреля 1906 г. в городе Борисоглебске), подъесаул Гурьев, хорунжий Владимир Петрович Чайкин и хорунжий Михаил Петрович Гугуев (погиб 23 декабря 1906 года от взрыва бомбы), хорунжий Никифор Аверкиевич Фирсов (умер 15 июня 1905 года в Венденском уезде).
24 марта 1920 года училище эвакуировали в Крым, а в 1925 году оно было закрыто.

## Священнослужители
Первым настоятелем училищной церкви во имя Святого Архистратига Михаила был священник Иоанникий Яржемский. Первым церковным старостой был урядник С. Н. Дронов. На средства Дронова была написана икона св. Архистратига Михаила. Для этой иконы в храме был сделан мраморный киот. Позднее икона висела в большой зале училищного корпуса на Ермаковском проспекте.